# Bunul, răul și câinele Huckleberry
Bunul, răul și câinele Huckleberry (engleză The Good, the Bad, and Huckleberry Hound) este un film de televiziune animat produs de Hanna-Barbera din 1988 ce face parte din seria Hanna-Barbera Superstars 10. Este o parodie a numeroase filme western, iar titlul este o imitare a lui Cel bun, cel rău, cel urât (1966).
Filmul îl are în rolul principal pe faimosul Huckleberry Hound, pe lângă care mai apar: Ursul Yogi, Boo-Boo Bear, Snagglepuss, Quick Draw McGraw, Baba Looey și Lupul Hokey.
A fost difuzat și în România pe Cartoon Network, în cadrul programului Cartoon Network Cinema și pe Boomerang, în cadrul programului Boomerang Cinema.

## Premis
Este goana după aur în Vestul Sălbatic. Un "străin misterios" (Huckleberry Hound) ajunge într-un mic orășel din deșert, cărând cu el o pepită mare de aur, iar notorii frați Dalton o fură. Astfel, locuitorii din oraș îl roagă pe "străinul misterios" să meargă după ei, cu ajutorul prietenilor săi.

## Legături externe
- Bunul, răul și câinele Huckleberry la Internet Movie Database
- Bunul, răul și câinele Huckleberry pe site-ul The Big Cartoon DataBase
- Bunul, răul și câinele Huckleberry la Allmovie
- "Bunul, răul și câinele Huckleberry" la TV.com